# 末弘威麿

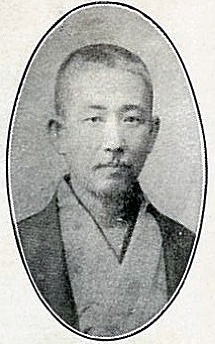
末弘威麿（『立命館中学の過去現在及将来』(大正7年)より）

末弘 威麿（すえひろ たけまろ、万延元年旧暦5月24日（1860年7月12日） - 昭和2年（1927年）8月8日）は、明治の地方官僚、経済人。財団法人立命館理事。

## 来歴
右大臣徳大寺公純の四男として京都に生まれる。兄に公爵徳大寺実則（内大臣）、公爵西園寺公望（第12・14代内閣総理大臣）、伯爵中院通規が、弟に男爵住友友純（15代住友吉左衛門）がいる。兄公望がフランスへ留学のため渡航する際、西園寺家の断絶を憂慮した父の命で、急遽公望の養子となる。しかし、飛行機の研究に多額の資産を蕩尽するなど、浪費癖があり、はなはだしく素行が悪かったために継嗣の座を廃され西園寺家から籍を外され実家の徳大寺家からも入籍を拒否されたため、母方の末弘家を継いだ。その後西園寺家は長州藩最後の藩主だった公爵毛利元徳の八男・八郎を公望の長女・新子の婿養子に迎えて嗣子としている。
明治25年前後に明治法律学校（明治大学）に学び、茨城県官僚を経て朝日生命（現在の大同生命保険）の監事として財界に籍を置いていたが、1900年（明治33年）、中川小十郎が開設した京都法政学校（のちの立命館大学）の会計監事に就任。その後、財団法人立命館の学園理事となり、在職中に死去する1927年（昭和2年）8月まで学園の運営に尽力した。

## 系譜
東山天皇の男系七世子孫である。東山天皇の孫（閑院宮直仁親王の子）で鷹司家を継いだ鷹司輔平の男系後裔。

詳細は皇別摂家#系図も参照のこと。